# Bärtiger Krötenkopf
Der Bärtige Krötenkopf (Phrynocephalus mystaceus) ist eine Echse aus der Familie der Agamen und Gattung der Krötenkopfagamen und lebt in Zentralasien.

## Merkmale
Mit einer Gesamtlänge bis 24 cm ist der Bärtige Krötenkopf die größte Art der Gattung. Die Kopf-Rumpf-Länge beträgt bis zu 12 cm. Sie unterscheidet sich von anderen Arten durch große backenbartähnliche Hautfalten in den Mundwinkeln, die am Unterrand eine Reihe stark verlängerter konischer Schuppen tragen. Diese können vorgeklappt werden und geben dem Tier dann ein markantes Aussehen. Der Kopf ist breit, mit stumpf gerandeter Schnauzenspitze. Die Nasenlöcher sind nach vorn und oben gerichtet. Der Schwanz ist auf ganzer Länge abgeplattet, seine Schuppen sind in Ringen angeordnet und gekielt. Die Weibchen sind etwas kleiner als die Männchen, haben kürzere Schwänze und Beine, schmalere Köpfe und kleinere Hautfalten in den Mundwinkeln. In Zeichnung und Farbe ist die Art sehr variabel. Die Körperoberseite erwachsener Männchen ist besonders an den Flanken fleischrosa. Schwanzunterseite und Brustfleck sind dunkler und intensiver gefärbt als bei den Weibchen. Letztere sind ober- und unterseits gelblich gefärbt. Oberseits finden sich bei beiden Geschlechtern unregelmäßige, dunkle, verwaschene Flecken, die manchmal auf dem Rücken in vier bis sechs Paaren angeordnet sind. Die Kehle weist eine dunkle Marmorierung auf. Auf der Brust findet sich ein großer schwarzer Fleck, der bei Jungtieren noch nicht oder nur schwach entwickelt ist. Die Körperunterseite ist weiß, mit vor allem bei Jungtieren hellgelber Färbung der Unterseite von Schwanz und Hinterbeinen. Das Schwanzende ist tiefschwarz.

## Verbreitung

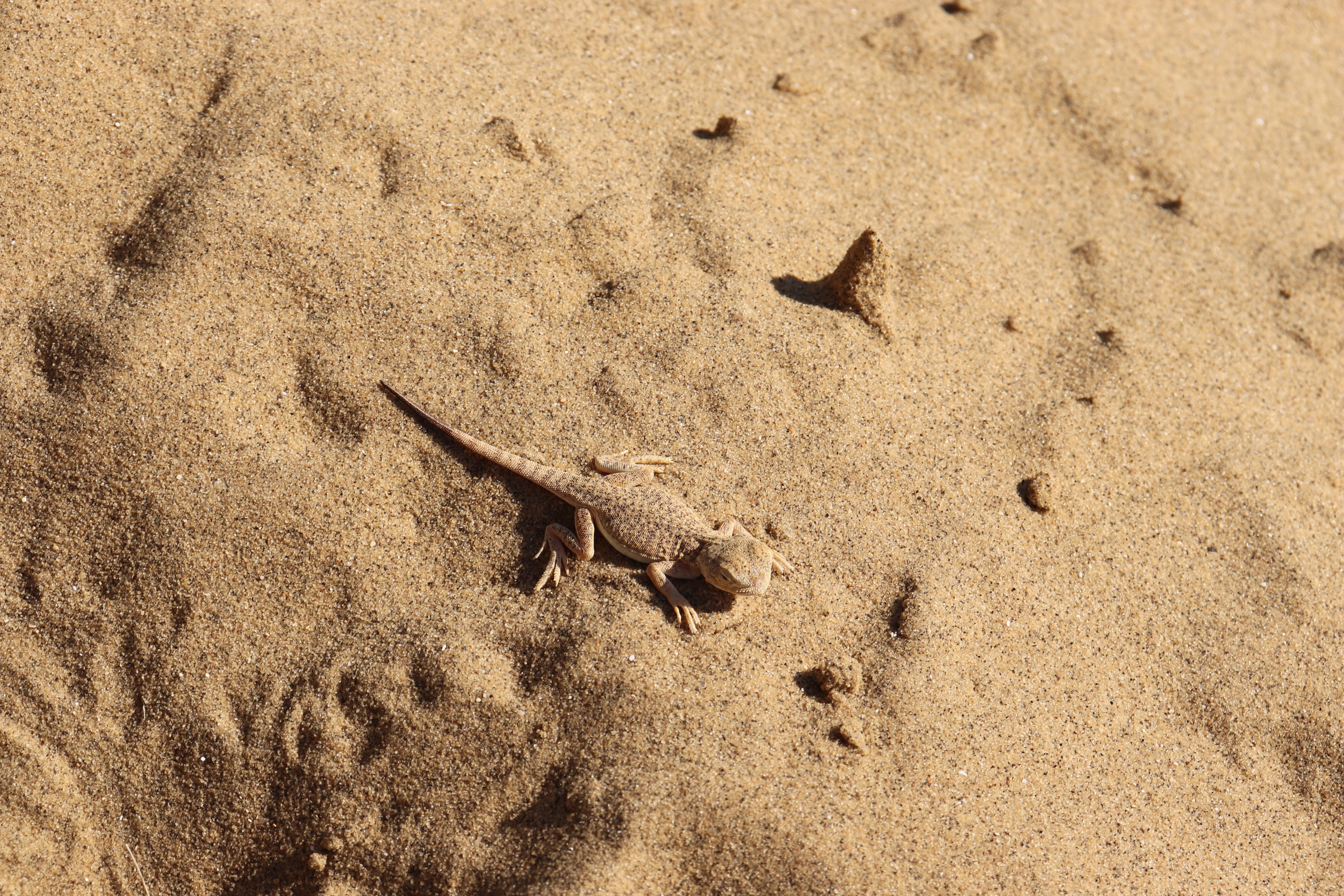
Ein Exemplar in der Sary-Kum-Düne in Dagestan.

Auf europäischem Boden ist der Bärtige Krötenkopf nur im südlichen Russland, am nordwestlichen Ufer des Kaspischen Meeres, verbreitet. Hier lebt er isoliert an der Sicheldüne Sarykum bei Kumtorkala im mittleren Dagestan und von den nordöstlichen Kaukasus-Ausläufern im Osten von Tschetschenien und Kalmückien bis in die Kaspische Senke zwischen den Unterläufen der Flüsse Wolga und Ural im Norden. Von dort ist die Art über den Süden Kasachstans, Usbekistan und Turkmenistan bis in den Norden des Iran verbreitet und nach Osten hin bis in den Norden von Afghanistan und den Nordwesten Chinas.

## Lebensraum

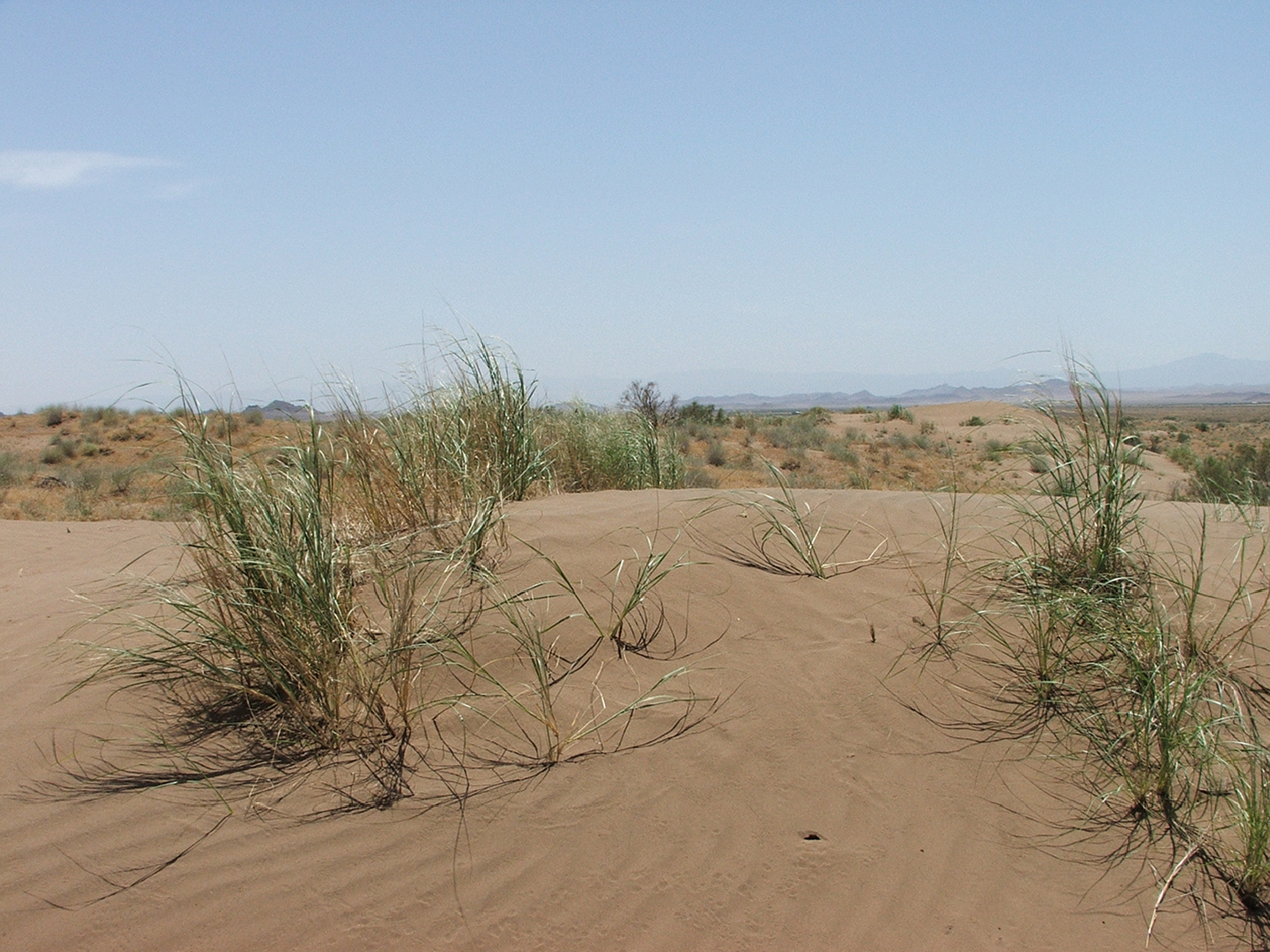
Typisches Habitat der Art.

Der Bärtige Krötenkopf ist ein Tieflandbewohner, der streng an Sandflächen gebunden ist und vor allem auf Sicheldünen und in anderen lockersandigen Lebensräumen mit spärlicher Strauch- und Krautvegetation vorkommt. Als Schlupfwinkel und Winterquartiere dienen selbst gegrabene Höhlen. Vor allem bei Gefahr oder um sich vor der Sonne zu schützen, graben sich die Tiere häufig durch schnelle seitliche Bewegungen in den lockeren Sand ein („Einrütteln“).

## Lebensweise

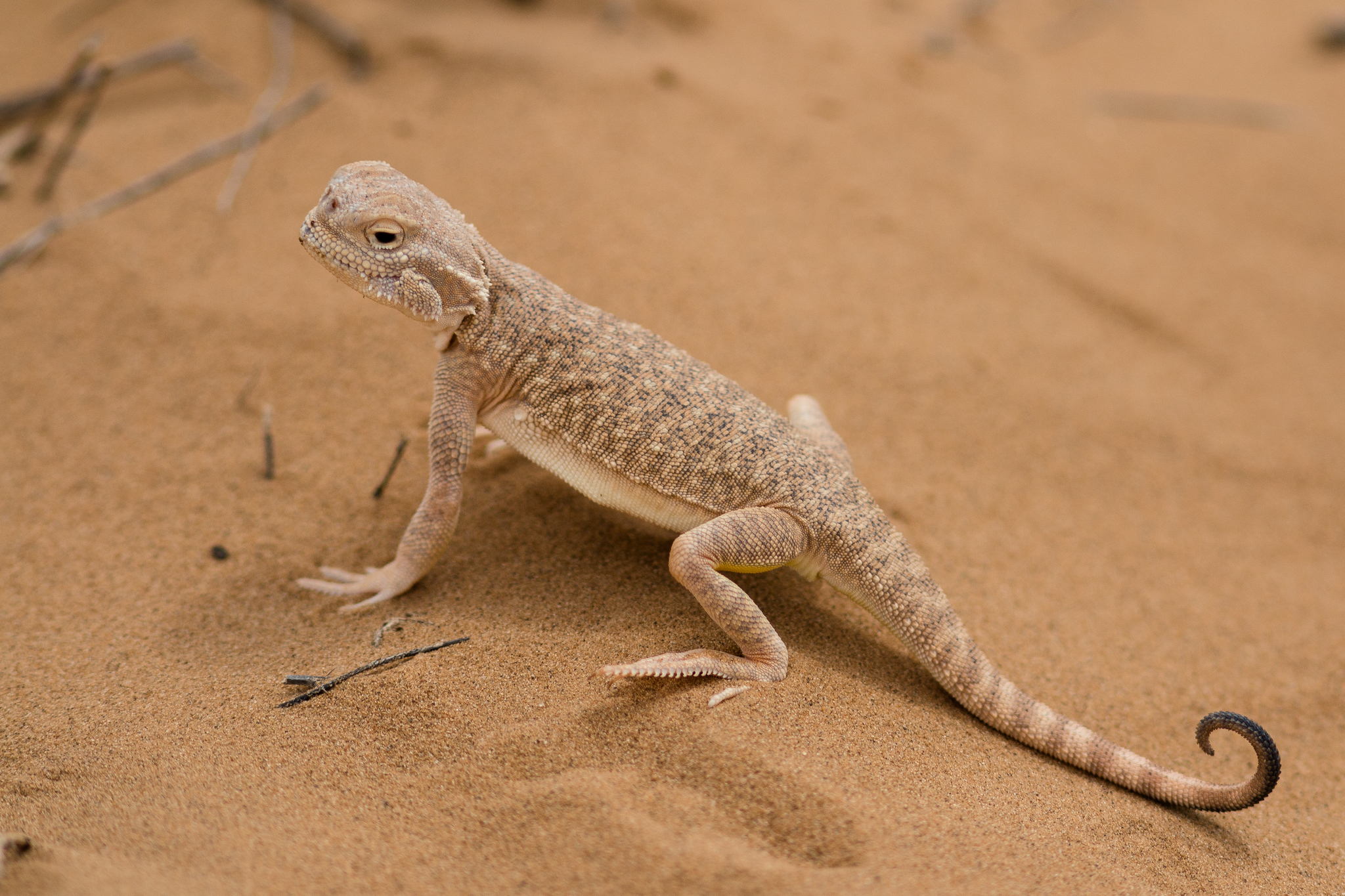

Ende September gehen die Alttiere in Winterruhe, ein bis zwei Wochen später die Jungtiere. Die Winterquartiere werden im März oder April verlassen, ungefähr drei Wochen später beginnt die Paarungszeit, die bis Anfang Juli dauert. Die Art ist ausgesprochen territorial. Rivalen gegenüber wird der Schwanz ein- und ausgerollt und der Körper durch Strecken der Beine hochgerichtet. Charakteristisch ist zudem das weite Aufreißen des Maules und das Vorklappen der Hautlappen in den Mundwinkeln. Häufig kommt es zu Beschädigungskämpfen. Die Eiablagen finden von der zweiten Maihälfte bis Ende Juli statt. Gewöhnlich werden je Weibchen zwei Gelege mit 1–3 Eiern von 18–20 mm Länge und 8–10 mm Breite abgesetzt, 15–20 cm tief im Sand vergraben. Im europäischen Teil des Verbreitungsgebietes schlüpfen die Jungtiere ab der zweiten Augusthälfte.
Die Nahrung besteht vor allem aus Insekten, besonders Käfern, Heuschrecken, Schaben und Ameisen. Gelegentlich werden sogar kleine Echsen gefressen. Pflanzenkost in Form von Samen, Blättern und Blüten spielt nur eine geringe Rolle. Die Tiere sind Lauerjäger, die im Sand bis zu den Nasenlöchern und Augenlidern vergraben nach Beute Ausschau halten, die dann im schnellen Spurt gejagt und gepackt wird. Erwachsene Tiere können sich erfolgreich gegen Schlangen wehren.

## Gefährdung
Die IUCN listet die Art als nicht gefährdet (least concern) mit einer stabilen Population. Im europäischen Teil des Areals ist die Art jedoch durch Intensivierung der Landwirtschaft und Landschaftsveränderungen in den Sand- und Dünengebieten zum Teil stark gefährdet.

## Unterarten
- Phrynocephalus mystaceus khorasanus Solovyeva, Dunayev, Nazarov, Radjabizadeh & Poyarkov, 2018
- Phrynocephalus mystaceus mystaceus (Pallas, 1776)

Nicht mehr als valide betrachtet werden:
- Phrynocephalus mystaceus aurantiacaudatus Semenov & Shenbrot, 1990
- Phrynocephalus mystaceus galli Krassowsky, 1932